# Handley Page

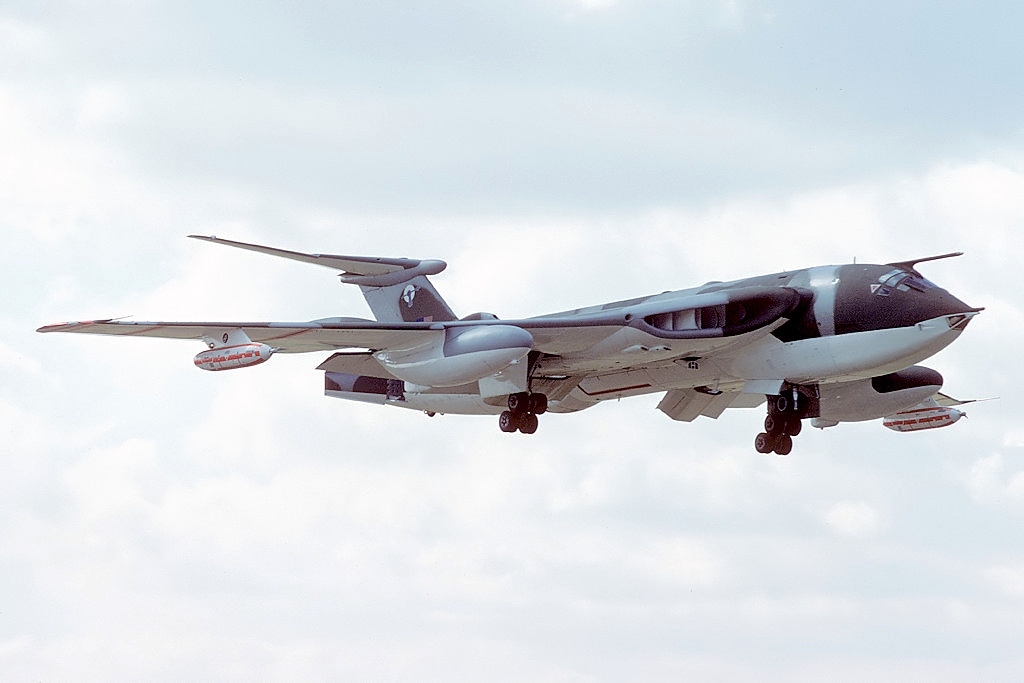
Victor K2 (XL161) u Abingdonu, září 1979

Handley Page byl britský letecký výrobce, který se specializoval na konstrukci těžkých bombardérů a dopravních letadel.
Společnost založil Frederick Handley Page v roce 1909 jako jednu z prvních firem se zaměřením na letectví na světě. Během první světové války se zde vyráběly těžké bombardéry jako například O/100 (H.P.11), na který navázaly stroje O/400 (H.P.12) a Handley Page V/1500.
Před druhou světovou válkou zde vznikl střední bombardér Handley Page Hampden, vyrobený v počtu 1432 kusů. Úspěchu dosáhl těžký čtyřmotorový bombardér Handley Page Halifax postavený v počtu 6176 kusů, i když zůstal ve stínu stroje Avro Lancaster.
V 50. letech tu vznikl bombardér Handley Page Victor - nejúspěšnější z britských „bombardérů třídy V“ (V bomber), který ve službě zůstal ještě dlouho poté, co už firma Handley Page neexistovala.
Na rozdíl od jiných velkých britských výrobců letadel Handley Page odolával tlaku vlády, aby se spojil s většími subjekty. Koncem šedesátých let byl britský letecký průmysl ovládán jen dvěma firmami - Hawker Siddeley a British Aircraft Corporation. Firma Handley Page nedokázala konkurovat vládním zakázkám nebo velkým komerčním letounům a tak vyrobila svůj poslední návrh - Jetstream. Šlo o malý turbovrtulový letoun s přetlakovou kabinou a kapacitou 12 až 18 cestujících. Byl navržen především pro americký trh. Jetstream však přišel příliš pozdě na to, aby firmu Handley Page zachránil, a tak v březnu 1970 vstoupila do dobrovolné likvidace. Jetstream ale pokračoval jako úspěšný produkt, který byl zakoupen a vyráběn společností Scottish Aviation v Prestwicku i po jejím sloučení s ostatními firmami do velké společnosti British Aerospace v roce 1977.